# Prva crnogorska fudbalska liga
Prva crnogorska liga (czarnog. Прва лига Црне Горе) – nazywana Meridianbet 1. CFL z powodów sponsorskich – najwyższa w hierarchii klasa męskich ligowych rozgrywek piłkarskich w Czarnogórze, będąca jednocześnie najwyższym szczeblem centralnym (I poziom ligowy), utworzona w 2006 roku i od samego początku zarządzana przez Czarnogórski Związek Piłki Nożnej (FSCG). Zmagania w jej ramach toczą się cyklicznie (co sezon) i przeznaczone są dla 10 najlepszych krajowych klubów piłkarskich. Jej triumfator zostaje Mistrzem Czarnogóry, zaś najsłabsze drużyny są relegowane do Drugiej ligi (II ligi czarnogórskiej).

## Historia
Mistrzostwa Czarnogóry w piłce nożnej rozgrywane są od 1922 roku. Od 1922 do końca sezonu 1991/92 liga macedońska była jedną z niższych lig w byłej Jugosławii. Niejednokrotnie zmieniał się format rozgrywek. Po upadku SFR Jugosławii w 1992 roku formalnie powstała Federalna Republika Jugosławii (jug. Savezna Republika Jugoslavija), obejmująca tylko Serbię i Czarnogórę. Od sezonu 1992/93 rozpoczęto mistrzostwa SR Jugosławii, w pierwszej lidze uczestniczyło w sumie 7 klubów czarnogórskich. 4 lutego 2003 roku Federalna Republika Jugosławii została rozwiązana, a w jej miejscu powstało państwo związkowe nazwane Serbią i Czarnogórą. W kolejnych sezonach rozgrywano mistrzostwa Serbii i Czarnogóry. 3 czerwca 2006 roku proklamowano niepodległość przez Czarnogórę. W sezonie 2006/07 startowała Prva liga.

## System rozgrywek
Obecny format ligi zakładający podział rozgrywek na 4 koła obowiązuje od sezonu 2017/18.
Rozgrywki składają się z 36 kolejek spotkań rozgrywanych pomiędzy drużynami systemem kołowym. Każda para drużyn rozgrywa ze sobą cztery mecze – dwa w roli gospodarza, dwa jako goście. Od sezonu 2017/18 w lidze występuje 10 zespołów. W przeszłości liczba ta wynosiła od 12. Drużyna zwycięska za wygrany mecz otrzymuje 3 punkty, 1 za remis oraz 0 za porażkę.
Zajęcie pierwszego miejsca po ostatniej kolejce spotkań oznacza zdobycie tytułu Mistrzów Czarnogóry w piłce nożnej. Mistrz Czarnogóry kwalifikuje się do eliminacji Ligi Mistrzów UEFA. Druga oraz trzecia drużyna zdobywają możliwość gry w Lidze Europy UEFA. Również zwycięzca Pucharu Czarnogóry startuje w eliminacjach do Ligi Europy lub, w przypadku, w którym zdobywca krajowego pucharu zajmie pierwsze miejsce w lidze – możliwość gry w eliminacjach do Ligi Europy otrzymuje również czwarta drużyna klasyfikacji końcowej. Zajęcie ostatniego miejsca wiąże się ze spadkiem drużyny do Drugiej ligi. Druga i trzecia drużyna od dołu tablicy walczą w barażach play-off z drugą i trzecią drużyną Drugiej ligi o utrzymanie w najwyższej lidze.
W przypadku zdobycia tej samej liczby punktów, klasyfikacja końcowa ustalana jest na podstawie wyniku dwumeczu pomiędzy drużynami, w następnej kolejności, w przypadku remisu – na podstawie różnicy bramek w pojedynku bezpośrednim, następnie na podstawie ogólnego bilansu bramkowego osiągniętego w sezonie, większej liczby bramek zdobytych oraz w ostateczności za pomocą losowania.

## Skład ligi w sezonie 2025/26
| Uczestnicy poprzedniej edycji | Uczestnicy poprzedniej edycji | Uczestnicy poprzedniej edycji | Uczestnicy poprzedniej edycji |
| --- | ----------------------------- | ----------------------------- | ----------------------------- |
| BUD | Budućnost Podgorica           | Podgorica                     | 1                             |
| PET | OFK Petrovac                  | Petrovac na Moru              | 2                             |
| SUT | Sutjeska Nikšić               | Nikšić                        | 3                             |
| DEC | Dečić                         | Tuzi                          | 4                             |
| MOR | Mornar Bar                    | Bar                           | 5                             |
| BOK | FK Bokelj                     | Kotor                         | 6                             |
| JED | Jedinstvo Bijelo Polje        | Bijelo Polje                  | 7                             |
| po barażach |                               |                               |                               |
| ARS | Arsenal Tivat                 | Tivat                         | 8                             |
| JEZ | Jezero                        | Plav                          | 9                             |
| Spadek z Pierwszej ligi 2024/25 |                               |                               |                               |
| OTR | Otrant Ulcinj                 | Ulcinj                        | 10                            |
| Awans z Drugiej ligi 2024/25 |                               |                               |                               |
| MDG | Mladost DG                    | Podgorica                     | 1                             |
| Oznaczenia: - kolumna pierwsza – skróty nazw drużyn, - kolumna trzecia – siedziba klubu, - kolumna czwarta – miejsce zajęte w poprzednim sezonie. |                               |                               |                               |

## Statystyka

### Tabela medalowa
Mistrzostwo Czarnogóry zostało do tej pory zdobyte przez 7 różnych drużyn.
Stan po zakończeniu sezonu 2023/2024.
| Lp. | Klub              | Miejsca na podium | Miejsca na podium   | Miejsca na podium | Zwycięskie sezony                           |   |   |                                                      |
| --- | ----------------- | ----------------- | ------------------- | ----------------- | ------------------------------------------- | - | - | ---------------------------------------------------- |
| Lp. | Klub              | 1.                | Budućnost Podgorica | 6                 | Zwycięskie sezony                           | 9 | 2 | 2007/08, 2011/12, 2016/17, 2019/20, 2020/21, 2022/23 |
| 2.  | Sutjeska Nikšić   | 5                 | 4                   | 1                 | 2012/13, 2013/14, 2017/18, 2018/19, 2021/22 |   |   |                                                      |
| 3.  | Rudar Pljevlja    | 2                 | 1                   | 2                 | 2009/10, 2014/15                            |   |   |                                                      |
| 4.  | Mogren Budva      | 2                 | 0                   | 2                 | 2008/09, 2010/11                            |   |   |                                                      |
| 5.  | Zeta Golubovci    | 1                 | 2                   | 2                 | 2006/07                                     |   |   |                                                      |
| 6.  | Dečić Tuzi        | 1                 | 0                   | 2                 | 2023/24                                     |   |   |                                                      |
|     | Mladost Podgorica | 1                 | 0                   | 2                 | 2015/16                                     |   |   |                                                      |
| 8.  | Lovćen Cetynia    | 0                 | 1                   | 0                 |                                             |   |   |                                                      |
|     | Mornar Bar        | 0                 | 1                   | 0                 |                                             |   |   |                                                      |
| 10. | Čelik Nikšić      | 0                 | 0                   | 2                 |                                             |   |   |                                                      |
| 11. | Arsenal Tivat     | 0                 | 0                   | 1                 |                                             |   |   |                                                      |
|     | Grbalj Radanovići | 0                 | 0                   | 1                 |                                             |   |   |                                                      |
|     | Iskra Danilovgrad | 0                 | 0                   | 1                 |                                             |   |   |                                                      |